# Artur Bień
Artur Bień (ur. 17 maja 1933, zm. 27 czerwca 2018) – polski specjalista budowy i eksploatacji maszyn, dr hab. inż.

## Życiorys
Obronił pracę doktorską, następnie uzyskał stopień doktora habilitowanego.  Otrzymał nominację profesorską. Objął funkcję profesora w Katedrze Urządzeń Technologicznych i Ochrony Środowiska na Wydziale Inżynierii Mechanicznej i Robotyki Akademii Górniczo-Hutniczej w Krakowie.
Był docentem, a także od 1981 do 1987 piastował stanowisko prodziekana Wydziału.
Zmarł 27 czerwca 2018. Pochowany na cmentarzu Rakowickim w Krakowie (kwatera: LXXXI-6-12)